# El Cid
Rodrigo Díaz de Vivar je bil rojen v majhnem mestu Vivar del Cid blizu Burgosa med letoma 1043 in 1047, umrl pa je 10. julija 1099 v Valenciji. Bil je sin Diega Laíneza in Terese Rodríguez. Pripadal je nižjemu plemstvu in se boril v službi Sanča II. Bil je kastiljski bojevnik in junak, ki je aktivno sodeloval v rekonkvisti Iberijskega polotoka v službi kastiljskih kraljev, a tudi neodvisno. Mavri so mu dali ime El Cid Campeador, Mio Cid ali El Cid, kar naj bi v arabščini (سيد) pomenilo gospodar.
Rodrigo Diaz zavzema zelo pomembno mesto v zgodovini srednjeveške Kastilije, pa tudi epike. Prvi španski epski spev napisan okoli leta 1140, Pesem o Cidu (šp. Cantar de mío Cid), je napisan prav o Rodrigu Diazu in njegovih podvigih v borbi proti Mavrom.
Podatki o njegovem življenju se nahajajo v mnogih dokumentih v arabščini in latinščini, od katerih je najvažnejši Zgodovina Roderici (šp. Historia Roderici) napisana med letoma 1103 in 1109, ki predstavlja avtentično biografijo Rodriga Diaza.

## Etimologija: "Cid" & "Campeador"
Rodrigo Díaz je bil že v življenju priznan s častnim nazivom Campeador, kar dokazuje dokument, ki ga je podpisal leta 1098, podpisal pa se je v latiniziranem izrazu Ego Rudericus Campidoctor ali »Jaz Rodrigo Campeador«. Naslov Campeador izhaja iz latinščine Campidoctor, kar dobesedno pomeni 'doktor polja', vendar ga lahko prevedemo kot 'mojster bojnega polja'. Arabski viri iz konca 11. in začetka 12. stoletja ga imenujejo الكنبيطور (alkanbīṭūr), القنبيطور (alqanbīṭūr) in tudi Rudriq ali Ludriq al-Kanbiyatur ali al-Qanbiyatur, ki sta arabizirani obliki Rodrigo Campidoctor.
Vzdevek El Cid (španska izgovorjava: [el̟ˈθið]) je pomenila Gospod, verjetno iz prvotnega arabščine, (arabsko: السَّيِّد, romanizirano: al-Sayyid) in je bil naslov, podeljen drugim krščanskim voditeljem. Domnevajo, da je Rodrigo Díaz prejel častni naslov in spoštljivo ravnanje s sodobniki v Zaragozi zaradi svojih zmag v službi kralja Taife iz Zaragoze med letoma 1081 in 1086; verjetneje pa je vzdevek prejel po osvojitvi Valencije leta 1094. Ta naslov se prvič pojavlja kot Meo Çidi v Poema de Almería, sestavljenem med letoma 1147 in 1149.
Kombinacija Cid Campeador je dokumentirana od leta 1200 v Linaje de Rodrigo Díaz (Rod Rodriga Díaza) v Navarro-Aragonese, ki je del Liber regum, zapisan kot mio Cit el Campiador in v El Cantar de mio Cid.

## Povzetek
El Cid, rojen kot pripadnik nižjega plemstva, je bil vzgojen na dvoru Ferdinanda I. in je služil Ferdinandovemu sinu Sanchu II.. Postal je poveljnik in kraljevi nosilec zastave (armiger regis) Kastilije ob Sanchovem vzponu leta 1065. El Cid je vodil kastiljske vojaške pohode proti Sanchovim bratom Alfonsu VI. Leónskim in Garcíi II. Galicijskem ter v muslimanskih kraljestvih v Al Andaluz. V teh pohodih je zaslovel s svojo vojaško močjo, ki je pomagala razširiti ozemlje kastiljske krone na račun muslimanov in kraljevstva Sanchovih bratov. Ko so zarotniki leta 1072 Sancha umorili, se je El Cid znašel v težkem položaju. Ker je bil Sancho brez otrok, je prestol dobil njegov brat Alfonz, ki ga je El Cid pomagal odstraniti z oblasti. Čeprav je El Cid še naprej služil suverenu, je izgubil položaj na novem dvoru, ki je z njim ravnalo sumljivo in ga držalo na dosegu roke. Končno je bil leta 1081 izgnan.
El Cid si je našel delo v boju za muslimanske vladarje Zaragoze, ki jih je branil pred tradicionalnim sovražnikom Aragonci. Medtem ko je bil v izgnanstvu, si je znova pridobil sloves stratega in mogočnega vojaškega vodje. Večkrat je bil zmagovalec v bitki proti muslimanskim vladarjem Léride in njihovim krščanskim zaveznikom, pa tudi proti veliki krščanski vojski pod vodstvom aragonskega kralja Sancha Ramíreza. Leta 1086 je ekspedicijska vojska severnoafriških Almoravidov Kastiliji prizadela hud poraz in prisilila Alfonza, da je premagal zamero, ki jo je gojil do El Cida. Pogoji za vrnitev El Cida v krščansko službo so morali biti dovolj privlačni, saj se je El Cid kmalu znašel v boju za svojega nekdanjega gospoda. V naslednjih nekaj letih se je El Cid osredotočil na kraljevo mesto Valencija, ki je delovala bolj ali manj neodvisno od Alfonza, medtem ko je politično podpirala Banu Huda in druge muslimanske rodbine, ki so nasprotovale Almoravidom. Postopoma je povečeval nadzor nad Valencijo; islamski vladar Yahya al-Qadir je leta 1092 postal njegov plačnik davkov. Ko so Almoravidi sprožili vstajo, ki je povzročila smrt Al-Cádirja, se je El Cid odzval z obleganjem mesta. Valencija je končno padla leta 1094, El Cid pa je ustanovil neodvisno kneževino na sredozemski obali Španije. Zavladal je pluralistični družbi s splošno podporo kristjanov in muslimanov.
Zadnja leta je El Cid preživel v boju z Almoravid berberi. Leta 1094 jim je povzročil prvi večji poraz na ravnicah Caurte, zunaj Valencije in jim še naprej nasprotoval do svoje smrti. Čeprav je El Cid ostal neporažen v Valenciji, je Diego Rodríguez, njegov edini sin in dedič, umrl v boju proti Almoravidom v službi Alfonza leta 1097. Po El Cidovi smrti leta 1099 ga je na položaju vladarke Valencije nasledila njegova žena Jimena Díaz, vendar je bila leta 1102 prisiljena predati kneževino Almoravidom.

## Naslov
Ime El Cid (špansko: [el ˈθið]) je moderno špansko poimenovanje, sestavljeno iz člena el in Cid, ki izhaja iz starokastilske izposojene besede Çid, izposojene iz dialektalne arabske besede سيد sîdi ali sayyid, ki pomeni "gospod" ali "mojster". Mozarabi ali Arabci, ki so služili v njegovih vrstah, so ga morda nagovorili na ta način, ki so ga kristjani morda transkriptirali in sprejeli. Zgodovinarji pa še niso našli sodobnih zapisov, ki bi o Rodrigu govorili kot o Cidu. Arabski viri namesto tega uporabljajo Rudriq, Ludriq al-Kanbiyatur ali al-Qanbiyatur (Rodrigo el Campeador). Kognomen Campeador izhaja iz latinskega campi doctor, kar pomeni "mojster bojnega polja". Verjetno ga je dobil med kampanjami kastiljskega kralja Sancha II. Proti svojim bratom, kralju Alfonzu VI. Leónskem in Garcii II. Galicijskem. Medtem ko njegovi sodobniki niso pustili nobenih zgodovinskih virov, ki bi ga obravnavali kot Cida, so pustili veliko krščanskih in arabskih zapisov, nekateri so celo podpisali dokumente z njegovim avtogramom in ga naslavljali kot Campeador, kar dokazuje, da je krščanski kognomen uporabljal sam. Celotna kombinacija Cid Campeador je prvič dokumentirana približno 1195 v Navarro-Aragonese Linage de Rodric Díaz, vključen v Liber Regum pod formulo mio Cid el Campeador.

## Življenje in kariera

### Izvor
El Cid se je rodil kot Rodrigo Díaz okoli leta 1043 v Vivarju, znanem tudi kot Castillona de Bivar, mestece približno deset kilometrov severno od Burgosa, glavnega mesta kraljevine Kastilije. Njegov oče Diego Laínez je bil dvorjan, birokrat in konjenik, ki se je boril v več bitkah. Kljub temu da je bila družina matere El Cida aristokratska, so ga kmetje v poznejših letih imeli za svojega. Vendar njegovi sorodniki niso bili večji dvorni uradniki; dokumenti kažejo, da je El Cidov dedek po očetu Laín potrdil le pet dokumentov Ferdinanda I. njegov dedek po materini strani Rodrigo Álvarez je potrdil le dva od Sancha II; in oče El Cida je potrdil le enega.

### Služba pod Sanchom II.
Kot mladenič se je leta 1057 Rodrigo boril proti mavrski trdnjavi Zaragoza, zaradi česar je njen emir al-Muqtadir postal Sanchev vazal. Spomladi 1063 se je Rodrigo boril v bitki pri Grausu, kjer je Ferdinandov polbrat Ramiro I. Aragonski oblegal mavrsko mesto Graus, ki se je borilo na zaragoških deželah v dolini reke Cince. Al-Muqtadir se je v spremstvu kastiljskih vojakov, vključno z El Cidom, boril proti Aragoncem. Stranka je ubila Ramira I, ustavila aragonsko vojsko, ki je pobegnila. Ena legenda pravi, da je med konfliktom El Cid v samem boju ubil aragonskega viteza in tako prejel častni naslov Campeador.
Ko je Ferdinand umrl, je Sancho še naprej širil svoje ozemlje in osvojil tako krščanske trdnjave kot mavrska mesta Zamora in Badajoz. Ko je Sancho izvedel, da ga Alfonzo načrtuje strmoglaviti, da bi pridobil njegovo ozemlje, je Sancho poslal Cida, naj Alfonza pripelje nazaj, da bo Sancho lahko govoril z njim.

### Služba pod Alfonzom VI.
Sancho je bil umorjen leta 1072, verjetno kot rezultat dogovora med njegovim bratom Alfonzom in njegovo sestro Urraco. Ker je Sancho umrl neporočen in brez otrok, je vsa njegova moč prešla na njegovega brata Alfonza, ki se je skoraj takoj vrnil iz izgnanstva. v Toledu in zasedel mesto kralja Kastilije in Leóna. Bil pa je osumljen, da je bil vpleten v Sanchov umor. Po epu o El Cidu je kastiljsko plemstvo, ki ga je vodil El Cid, in ducat "pomočnikov" prisililo Alfonza, da je večkrat javno prisegel na svete relikvije pred cerkvijo Santa Gadea (Sveta Agata) v Burgosu, da ni sodeloval v zaroti, da bi ubil svojega brata. Vendar sodobni dokumenti o življenju Rodriga Diaza in Alfonza VI. iz Kastilje in Leóna ne omenjajo nobenega takega dogodka. Rodrigovo mesto armiger regis je bilo odvzeto in dano Rodrigovemu sovražniku, grofu Garcíi Ordóñezu.
Leta 1079 je Alfonso VI. Rodriga poslal v Seviljo na dvor al-Mutamida, da je prevzel parias (iz srednjeveškega latinskega pariāre - oblika davka, ki so ga taife Al Andaluza plačevale krščanskim kraljestvom), ki jih je taifa dolgovala Kastiliji in Leonu.  Medtem ko je bil tam, je Granada s pomočjo drugih kastiljskih vitezov napadla Seviljo, Rodrigo in njegove čete pa so v bitki pri Cabri odbile krščanske in grenadske napadalce v (verjetno zmotnem) prepričanju, da brani kraljev davek. Grof García Ordóñez in drugi kastiljski voditelji  so bili ujeti in tri dni pridržani, preden so bili izpuščeni.

### Izgnanstvo
V bitki pri Cabri (1079) je El Cid združil svoje čete in bitko obrnil v Emirja Abdullaha iz Granade in njegovega zaveznika Garcío Ordóñeza. Ta nepooblaščena odprava v Granado pa je Alfonza močno razjezila in 8. maja 1080 je El Cid zadnjič potrdil dokument na dvoru kralja Alfonsa. To je splošno sprejet razlog za izgnanstvo El Cida, čeprav je verjetno še nekaj drugih, ki so dejansko lahko prispevali k izgnanstvu: ljubosumni plemiči, ki so El Cida pred Alfonzom preganjali s spletkami, tudi Alfonzova osebna sovražnost do El Cida kot morebitno zlorabo nekega poklona iz Sevilje.
Sprva je odšel v Barcelono, kjer je Ramon Berenguer II. zavrnil njegovo ponudbo.

## Mavrska služba
Izgnanstvo El Cida ni bil njegov konec niti fizično niti kot pomembna oseba. Potem ko ga je Ramon Berenguer II. zavrnil, je El Cid odpotoval v Taifa Zaragoza (neodvisna muslimanska država na vzhodu Al Andaluz), kjer je bil toplo sprejet. Leta 1081 je El Cid ponujal svoje storitve mavrskemu kralju Zaragoze Yusufu al-Mu'tamanu ibn Hudu in služil njemu in njegovemu nasledniku al-Musta'inu II. Dobil je naslov El Cid (Mojster) in služil kot vodilna osebnost v raznoliki mavrski sili, ki so jo sestavljali Muladi, berberi, Arabci in Malijci znotraj ustrezne Taife.
Po mavrskih zapisih:
Andaluški vitezi so našli El Cida njihovega sovražnika bolnega, žejnega in izgnanega z dvora Alfonza. Predstavili so ga pred ostarelim Yusufom al-Mu'tamanom ibn Hudom in ga sprejeli v poveljstvo sil Taife Zaragoze kot svojega gospodarja.
Joseph F. O'Callaghan v svoji Zgodovini srednjeveške Španije (Cornell University Press, 1975) piše:
To kraljestvo je bilo razdeljeno med al-Mutamina (1081–1085), ki je vladal sami Zaragozi, in njegovega brata al-Mundhirja, ki je vladal Léridi in Tortosi. El Cid je stopil v službo al-Mutamina in uspešno branil Zaragozo pred napadi al-Mundhirja, Sancha I. Aragonskega in Ramona Berenguerja II., ki ga je leta 1082 na kratko zajel.
Leta 1084 je vojska Taife Zaragoze pod El Cidom v bitki pri Moreli blizu Tortose premagala Aragonce. Jeseni so Kastilijani začeli ohlapno oblegati Toledo in kasneje naslednje leto so kristjani zavzeli Salamanco, trdnjavo Taife Toledo.
Leta 1086 se je začela invazija Almoravidov na Iberski polotok preko Gibraltarja in okoli njega. Almoravidi, berberska rodbina iz severne Afrike, ki jo je vodil Yusuf ibn Tašfin, so bili zaprošeni za pomoč pri obrambi ločenih Mavrov od Alfonza. Vojska Almoravidov, ki se ji je pridružila vojska več Taifov, med njimi Badajoz, Málaga, Granada, Tortosa in Sevilja, je v bitki pri Sagrajasu premagala kombinirano vojsko Leóna, Aragonije in Kastilije.
Leta 1087 so Raymond Burgundski in njegovi krščanski zavezniki poskušali oslabiti Taifo najsevernejše trdnjave Zaragoze, tako da so sprožili obleganje Tudele, Alfonzo pa je zavzel Aledo v Murciji in blokiral pot med Taifami na vzhodnem in zahodnem Iberskem polotoku.

## Odpoklic iz izgnanstva
Prestrašen po hudem porazu je Alfonzo odpoklical El Cida. Dokazano je, da je bil El Cid na dvoru julija 1087; kaj pa se je zgodilo po tem, ni jasno.
El Cid se je vrnil k Alfonzu, zdaj pa je imel svoje načrte. Le malo časa je ostal in se nato vrnil v Zaragozo. El Cid je bil zadovoljen, da je pustil vojske Almoravidov in vojske Alfonza, da se borijo brez njegove pomoči, tudi kadar je obstajala možnost, da bi Almoravidi lahko premagali Alfonza in prevzeli vse Alfonzove dežele. El Cid se je odločil, da se ne bo bojeval, ker je upal, da se bosta obe vojski oslabili. To bi mu olajšalo uresničitev lastnega načrta, da bi postal vladar kraljevine Valencija.

### Zasedba Valencije
Približno v tem času je El Cid s kombinirano krščansko in mavrsko vojsko začel manevrirati, da bi ustvaril lastni fevd v mavrskem obalnem mestu Valencija. Na poti mu je ležalo več ovir. Najprej je bil Berenguer Ramon II., ki je vladal v bližini Barcelone. Maja 1090 je El Cid v bitki pri Tébarju (danes Pinar de Tévar blizu Monroja, Teruel) premagal in zajel Berenguerja. Berenguer je bil kasneje izpuščen, njegov nečak Ramon Berenguer III. pa se je poročil z najmlajšo hčerko El Cida, Marijo, da bi se zaščitil pred prihodnjimi konflikti.
Na poti do Valencije je El Cid osvojil tudi druga mesta, med katerimi jih je bilo veliko blizu Valencije, na primer El Puig in Quart de Poblet.
El Cid je imel postopoma vse večji vpliv v Valenciji, ki ji je takrat vladal Yahya al-Qadir Hawwarski, iz berberske rodbine Dhulnunid. Oktobra 1092 se je v Valenciji zgodila vstaja, ki jo je navdihnil mestni glavni sodnik Ibn Jahhaf in Almoravidi. El Cid je začel oblegati Valencijo. Decembra 1093 poskus obleganja ni uspel. Ko se je obleganje končalo maja 1094, je El Cid izklesal svojo kneževino na obali Sredozemlja. Uradno je El Cid vladal v imenu Alfonza; v resnici je bil El Cid popolnoma neodvisen. Mesto je bilo krščansko in muslimansko, Mavri in kristjani so služili v vojski in kot upravitelji. Jeronima iz Périgorda so postavili za škofa.

### Smrt
El Cid in njegova žena Jimena Díaz sta pet let mirno živela v Valenciji, dokler Almoravidi niso oblegali mesta. El Cid je umrl 10. julija 1099. Njegova smrt je bila verjetno posledica lakote in pomanjkanja zaradi obleganja. Mazdali je Valencijo zavzel 5. maja 1102, ki več kot 125 let ni postala krščansko mesto. Jimena je leta 1101 pobegnila v Burgos v Kastiliji. V mesto je prišla s spremstvom in truplom El Cida. Prvotno pokopan v Kastiliji v samostanu San Pedro de Cardeña, njegovo telo zdaj leži v središču stolnice v Burgosu.

### Poraz
Po El Cidovi smrti, vendar še vedno med obleganjem Valencije, legenda pravi, da je Jimena ukazala, naj se truplo El Cida opremi z njegovim oklepom in postavi na konja Babieca, da okrepi moralo svojih vojakov. V več različicah zgodbe umrli Rodrigo in njegovi vitezi zmagajo v grmečem jurišu proti oblegovalcem Valencije, kar je generacijam krščanskih Špancev dalo katarzičen občutek da so vojno sicer izgubili a dobili vsaj bitko. Menijo, da je legenda nastala kmalu po tem, ko je Jimena vstopila v Burgos, in da izhaja iz načina, kako je Jimenina povorka prijahala v Burgos, torej ob svojem pokojnem možu.

## Vojak in general

### Vojaške taktike
Med svojimi kampanjami je El Cid pogosto naročal, naj se njemu in njegovim vojakom na glas berejo knjige klasičnih rimskih in grških avtorjev o vojaških temah, tako za zabavo kot navdih pred bitko. Tudi vojska El Cida je imela nov pristop k načrtovanju strategije, ki je pred vsako bitko izvedla tako imenovane "možganske nevihte", da bi razpravljala o taktiki. Pogosto so uporabljali nepričakovane strategije in sodelovali v tem, kar bi sodobni generali imenovali psihološka vojna - čakali, da bo sovražnik paraliziran od groze, nato pa jih nenadoma napadli; odvračanje pozornosti sovražnika z majhno skupino vojakov itd. (El Cid je to moteče sredstvo uporabil pri zavzetju mesta Castejón, kot je prikazano v Cantar de mio Cid (Pesem mojega Cida).) El Cid je sprejel ali vključil predloge svojih vojakov. V pesmi mu je bil najbližji svetovalec vazal in sorodnik Álvar Fáñez "Minaya" (kar pomeni "Moj brat", sestavljena beseda španskega posesivnega Mi (Moj) in Anaia, baskovska beseda za brata), čeprav zgodovinski Álvar Fáñez je ostal v Kastiliji z Alfonsom VI.

### Babieca
Babieca ali Bavieca je bil El Cidov bojni konj. O El Cidu in Babieci obstaja več zgodb. Ena dobro znana legenda o El Cidu opisuje, kako je pridobil žrebca. Po tej zgodbi je bil Rodrigov boter Pedro El Grande menih v kartuziji. Pedrovo darilo El Cidu za polnoletnost je bil njegov izbor konja iz andaluzijske črede. El Cid je izbral konja, za katerega je njegov boter menil, da je šibek, slaba izbira, zaradi česar je menih vzkliknil "Babieca!" (neumno!). To je postalo ime El Cidovega konja. Druga legenda pravi, da je vitez na konju v bitki za to, da bi postal "Campeador" ali prvak kralja Sancha, hotel izzvati El Cida. Kralj si je zaželel pošten boj in dal El Cidu svojega najboljšega konja Babieco ali Bavieco. Ta različica pravi, da je bil Babieca vzgojen v kraljevih hlevih v Sevilji in je bil visoko usposobljen in zvest vojni konj, ne pa neumni žrebec. Ime bi v tem primeru lahko nakazovalo, da je konj prišel iz regije Babia v španskem Leónu. V pesmi Carmen Campidoctoris se Babieca pojavlja kot darilo "barbara" El Cidu, zato bi njegovo ime lahko izpeljali tudi iz "Barbieca" ali "konj barbara".
Ne glede na to je Babieca postal velik vojni konj, ki ga kristjani poznajo, bojijo se ga sovražniki El Cida in ga ljubi El Cid, ki naj bi zahteval, da je Babieca skupaj z njim pokopan v samostanu San Pedro de Cardeña. Njegovo ime je omenjeno v več pravljicah in zgodovinskih dokumentih o El Cidu, vključno z The Lay of El Cid.

### Meč
Orožje, tradicionalno označeno kot El Cidov meč, Tizona, je bil nekoč razstavljen v muzeju vojske (Museo del Ejército) v Toledu. Leta 1999 je bil na majhnem vzorcu rezila opravljena metalurška analiza, ki je potrdila, da je bilo rezilo izdelano v mavrski Córdoba v 11. stoletju in je vsebovalo količine damaščanskega jekla.
Leta 2007 je avtonomna skupnost Kastilija in Leon meč kupila za 1,6 milijona EUR, trenutno pa je na ogled v muzeju Burgosa.
El Cid je imel tudi meč, imenovan Colada.

## V literaturi, glasbi, video igrah in filmu
Podoba El Cida je bila vir številnih literarnih del, začenši s Cantar de mio Cid, epsko pesnitvijo iz 12. stoletja, ki delno izmišljuje njegovo življenje in je bila ena od zgodnjih viteških romanc. Ta pesem je skupaj s podobnimi kasnejšimi deli, kot je Mocedades de Rodrigo, prispevala k prikazu El Cida kot viteškega junaka rekonkviste, zaradi česar je postal legendarna osebnost v Španiji. V začetku 17. stoletja je španski pisatelj Guillén de Castro napisal igro Las Mocedades del Cid, po kateri je francoski dramatik Pierre Corneille zasnoval eno svojih najbolj znanih tragikomedij Le Cid. Bil je tudi priljubljen vir navdiha za španske pisatelje iz obdobja romantike; na primer Juan Eugenio Hartzenbusch je napisal La Jura de Santa Gadea ali José Zorrilla, ki je napisal dolgo pesem La Leyenda del Cid. Leta 2019 je Arturo Pérez-Reverte objavil roman z naslovom Sidi: Un relato de frontera.
Herman Melville se sklicuje na El Cida, ko je predstavil lik Samoe v 21. poglavju pustolovske zgodbe Mardi, and a Voyage Thither (1849): »Pristal je približno šest korakov od mesta, kjer smo stali, uravnotežil svoje orožje in nas pogumno opazoval kot Cid.«
Georges Bizet je leta 1873 delal na Don Rodrigue, ki je bil odložen in nikoli dokončan. Jules Massenet je leta 1885 napisal opero Le Cid, ki temelji na istoimenski Corneilleovi drami. Claude Debussy je začel delati leta 1890 na operi Rodrigue et Chimène, ki jo je opustil kot neprimerno za svoj temperament; za izvedbo jo je orkestriral Edison Denisov okoli leta 1993.
El Cida je upodobil ameriški igralec Charlton Heston v istoimenskem epskem filmu iz leta 1961 v režiji Anthonyja Manna, kjer je lik Doñe Jimene upodobila italijanska igralka Sophia Loren. Leta 2020 je Amazon Prime Video premierno predstavil špansko TV serijo z Jaimejem Lorentejem v vlogi El Cida.
Leta 1979 je Crack, ena najpomembnejših španskih progresivnih rock skupin, izdala svoj prvi in edini album Si Todo Hiciera Crack, vključno z "Marchando una del Cid", pesmijo, ki temelji na epski legendi o El Cidu.
Leta 1980 je bil Ruy, the Little Cid animirana serija, ki temelji na El Cidovem otroštvu in je nastala pri Nippon Animation.
El Cid je bil leta 2004 opisan kot navdih Fernija za njegovo špansko dediščino v "Legendi o Ralooju", 16. epizodi 1. sezone Jakerjev! he Adventures of Piggley Winks.
V drugem delu video iger Age of Empires, razširitvenem paketu The Conquerors, je kampanja, v kateri igra El Cid Campeador.
Tako v prvi kot v drugi igri Medieval: Total War El Cid nastopa kot močan neodvisen general v gradu Valencia.
Leta 2003 je izšel španski animirani film El Cid: Legenda.
The Ministry of Time, španska znanstvenofantastična televizijska serija, je El Cida upodobila v 2. sezoni 1. epizode.

## Galerija
- Splošni pogled na kip Juan Cistóbal González Quesada iz leta 1954 El Cid v Burgosu
- Kip El Cida, vključen v prehod "Santa María" iz 14. do 15. stoletja, Burgos
- Leta 2008 je bil ta kip El Cida, ki ga je izdelal Ángel Gil Cuevas, postavljen v Mecerreyesu, ob poti "Camino del Cid".
- Medaljon El Cid (1733–34) na trgu Plaza Mayor v Salamanci
- Upodobitev El Cida v knjigi Portreti slavnih Špancev (1791)
- Slika "La Primera hazaña de El Cid", 1864, Juan Vicens Cots, prikazuje mladega Rodriga Díaza, ki prikazuje svojega očeta Diega Laíneza, odsekano glavo grofa Lozana, očeta njegove bodoče žene  Doñe Jimene. Grof Lozano se je prej posmehoval in udaril starejšega Diega Laíneza.
- Srednjeveška miniatura (1344), na kateri je El Cid obglavil grofa Lozana
- Druga različica "prisege Santa Gadea", ki jo je leta 1889 naslikal Armando Menocal
- El Cidov portret iz The Historians' History of the World
- Tradicionalna burgoška predstavitev (imenovana "Gigantones") El Cida, ki jo v času večje mestne veselice odnesejo na ulice. Doña Jimene je zadaj.
- El Cidova skrinja v stolnici v Burgosu
- Teren, znan kot "Solar del Cid", kjer je bila njegova hiša. Spomenik je bil postavljen leta 1784. Fotografija posneta v Burgosu, ca. 1865–1892.